# St. Urbanus (Mehle)

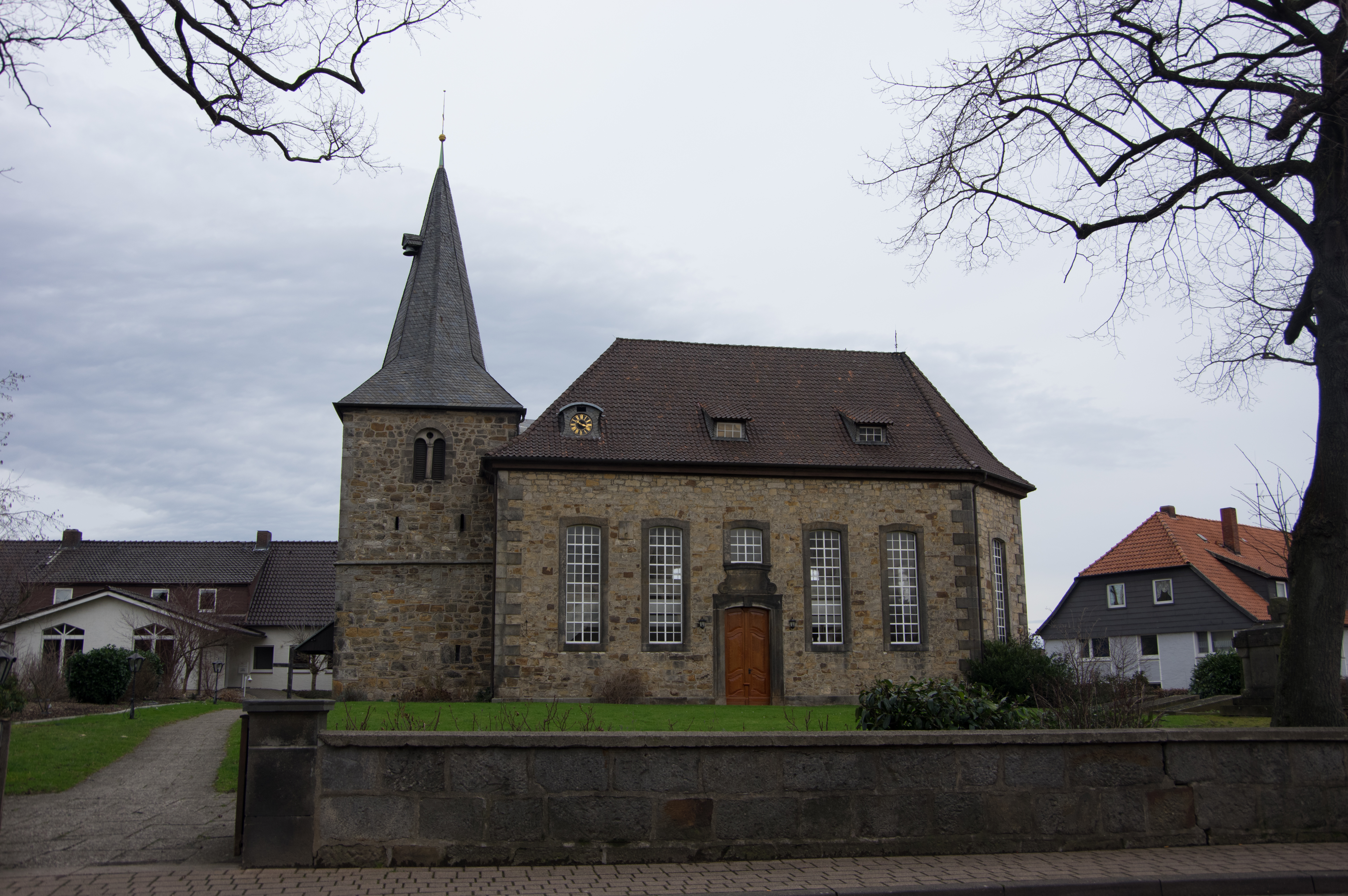
St. Urbanus

Die evangelisch-lutherische, denkmalgeschützte Kirche St. Urbanus steht in Mehle, einem Ortsteil der Stadt Elze im Landkreis Hildesheim von Niedersachsen. Die Kirchengemeinde gehört zum Kirchenkreis Hildesheimer Land-Alfeld im Sprengel Hildesheim-Göttingen der Evangelisch-lutherischen Landeskirche Hannovers.

## Beschreibung
Der Vorgängerbau wurde nach dem Dreißigjährigen Krieg 1650 erneuert und 1740 erweitert. Wegen Baufälligkeit wurde die Kirche 1773 abgerissen. Die heutige aus Bruchsteinen und Ecksteinen 1773/74 errichtete Saalkirche, die ehemals verputzt war, hat einen dreiseitigen Schluss des Chors und einen Kirchturm im Westen, dessen Erdgeschoss noch vom romanischen Vorgängerbau stammt. Das obere spätgotische Geschoss mit den Biforien als Klangarkaden über dem Gesims wurde 1569 erneuert. Der achteckige, schiefergedeckte, spitze Helm ist vom Anfang des 19. Jahrhunderts. Die Portale in der mittleren Achse des Kirchenschiffs haben geschweifte Sopraporten, darüber sind die Fenster niedrig. Die übrigen Fenster sind hoch und segmentbogig. Der Innenraum des Kirchenschiffs ist mit einer geputzten hölzernen Decke mit Vouten, das Erdgeschoss des Turms mit einem Tonnengewölbe überspannt.
Die Kirchenausstattung stammt im Wesentlichen aus der Mitte des 19. Jahrhunderts. Am Kanzelaltar wurden Stücke des 18. Jahrhunderts wiederverwendet. Das Maria mit Kind ist um 1470, der Kronleuchter 1774 entstanden. Die Orgel mit 11 Registern, verteilt auf ein Manual und ein Pedal, wurde 1829 von Balthasar Conrad Euler gebaut, um 1860 von Philipp Furtwängler & Söhne restauriert. Um 1975 hat sie der Orgelbauer Ludwig Hoffmann erneut restauriert.